# Paweł Newerla
Paweł Newerla (24. června 1932, Pietrowice Wielkie – 12. ledna 2024), byl polský právník a novinář. Získal diplom v oboru právo na Vratislavské univerzitě. Byl právním poradcem a ředitelem pobočky polské národní banky. Je autorem několika esejí a knih o historii země Racibórz. 31. května 2006 v budově Městské a okresní knihovny v Ratiboři odhalil pamětní desku věnovanou dlouhodobému řediteli zařízení, Richardu Kinclowi.

## Publikace (uvedeny pod původním názvem)
- Opowieści o dawnym Raciborzu (Příběhy ze staré Ratiboře),
- Ratibor einst und jetzt (Ratiboř v minulosti a dnes),
- Raciborzanie Tysiąclecia (Tisíciletí Ratiboře - biografický slovník) (spoluautor),
- Zamki i pałace dorzecza Górnej Odry (Hrady a zámky Horního povodí Odry) (spoluautor),
- Zarys historii Krzanowic (Nástin z historie Křenovic),
- Raciborski przewodnik genealogiczny (Genealogický průvodce Ratiboří),
- Rozwój poczty do 1922 roku na Ziemi Raciborskiej i Rybnicko-Wodzisławskiej (Rozvoj pošty v Zemi Ratibořské a Rybnicko-Wodzisławské do roku 1922),
- Pawłów – Pawlau (Pavlov),
- 725 lat Parafii Pietrowice Wielkie (725 let farnosti Velké Petrovice),
- Kościół św. Krzyża w Pietrowicach Wielkich (Kostel Svatého Kříže ve Velkých Petrovicích),
- Abriss der Geschichte von Kranstädt (Nástin dějin korunního města),
- Dzieje Raciborza i jego dzielnic (Historie Ratiboře a jeho okolí)